# Knockholt
Knockholt ist ein Dorf und eine Gemeinde (Civil Parish) in der Grafschaft Kent im Südosten Englands mit etwa 1200 Einwohnern. Das Dorf liegt weit im Westen von Kent direkt an der Grenze zum Großraum London rund 25 km südöstlich des Londoner Stadtzentrums sowie etwa 7 km südlich von Orpington und 8 km nordwestlich von Sevenoaks.
Während des Zweiten Weltkriegs befand sich in dem im Ortsteil The Pound liegenden Gehöft Ivy Farm eine wichtige Funkabhörstelle des britischen Geheimdienstes, die auf den verschlüsselten geheimen deutschen Funkfernschreibverkehr (Deckname Fish) spezialisiert war.

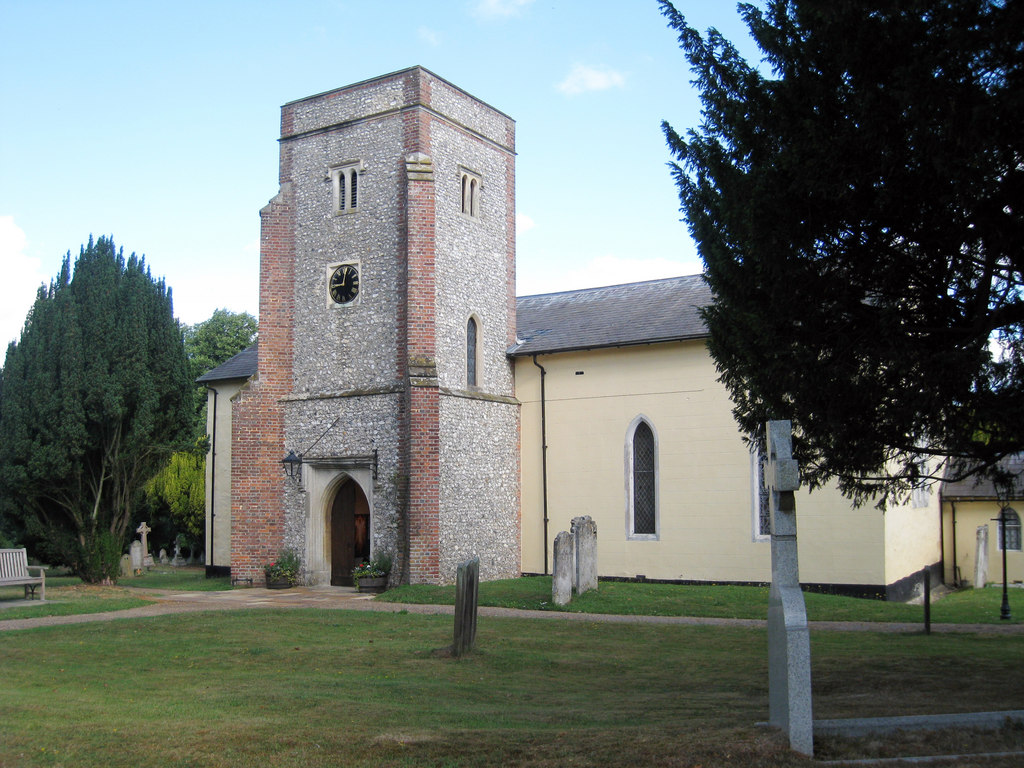
Die St Katharine's Church der Church of England
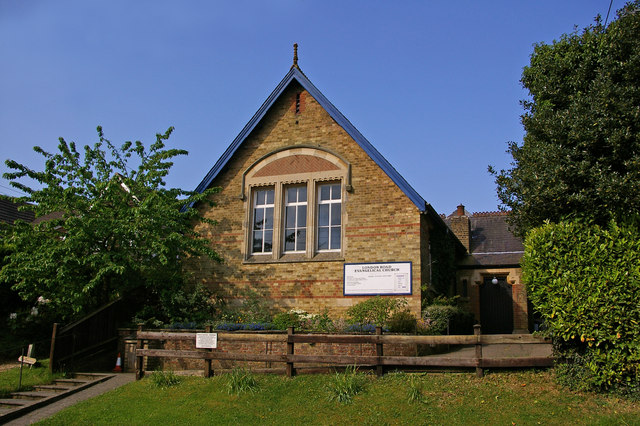
Die evangelikale Kirche an der London Road
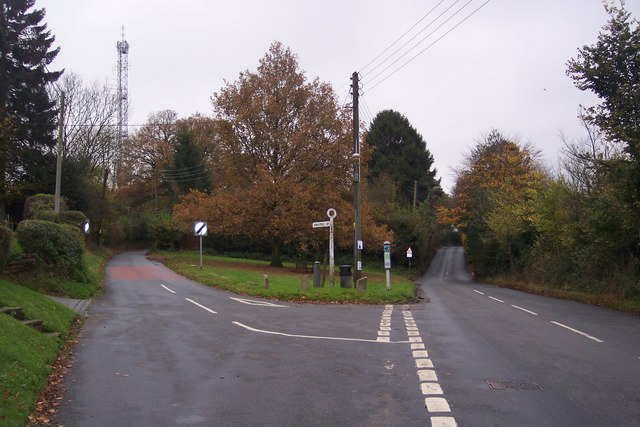
Einer der beiden großen Sendemasten hinter der Wegegabel von Main Road und Brasted Lane im Südosten von Knockholt